# Ettore Gliozzi
Ettore Gliozzi (Siderno, 23 settembre 1995) è un calciatore italiano, attaccante del Modena.

## Carriera

### Club
Cresciuto nei settori giovanili di Reggina e Sassuolo, esordisce con la prima squadra del club neroverde il 19 gennaio 2014, nella partita di Serie A persa per 0-2 contro il Torino. Il 2 febbraio 2015 viene ceduto a titolo temporaneo al Forlì; in seguito trascorre due stagioni in prestito al Südtirol, mettendosi in mostra come uno dei migliori giovani in terza serie.
Il 12 luglio 2017 viene ceduto a titolo temporaneo al Cesena; poco utilizzato a causa di un infortunio al ginocchio destro, il 17 gennaio 2018 passa al Padova, con cui conquista la promozione in Serie B.
Il 30 luglio seguente si trasferisce al Siena, disputando un'ottima stagione a livello individuale, con 16 reti segnate. Il 13 agosto 2019 viene ceduto in prestito biennale con obbligo di riscatto al Monza; dopo aver vinto il campionato di Serie C con i brianzoli, il 24 settembre 2020 passa a titolo temporaneo al Cosenza. Il 25 ottobre successivo, segna la sua prima rete in serie cadetta con la maglia dei Lupi della Sila nella partita interna pareggiata per 1-1 contro il Lecce.
Il 10 agosto 2021 viene acquistato a titolo definitivo dal Como, con cui firma un biennale. Il 22 agosto successivo, segna la sua prima rete all'esordio in maglia Lariana nel pareggio per 2-2 in trasferta contro il Crotone. Il 6 aprile 2022 realizza la sua prima tripletta in carriera, nella sconfitta rocambolesca per 4-3 fuori casa contro il Parma.
Il 1º settembre 2022 si trasferisce a titolo definitivo al Pisa. Il 17 settembre segna la sua prima rete con i toscani, firmando il gol del definitivo pareggio in casa del Venezia.
Il 12 gennaio 2024 viene acquistato dal Modena a titolo definitivo. Il 10 febbraio segna la sua prima rete con gli emiliani nel pareggio per 1-1 contro il Cosenza, sua ex squadra.

### Nazionale
Ha giocato nelle nazionali giovanili italiane Under-18 italiana, ed Under-19.

## Statistiche

### Presenze e reti nei club
Statistiche aggiornate al 13 maggio 2025.
| Stagione        | Squadra         | Campionato      | Campionato | Campionato | Coppe nazionali | Coppe nazionali | Coppe nazionali | Coppe continentali | Coppe continentali | Coppe continentali | Altre coppe | Altre coppe | Altre coppe | Totale | Totale |
| Stagione        | Squadra         | Comp            | Pres       | Reti       | Comp            | Pres            | Reti            | Comp               | Pres               | Reti               | Comp        | Pres        | Reti        | Pres   | Reti   |
| --------------- | --------------- | --------------- | ---------- | ---------- | --------------- | --------------- | --------------- | ------------------ | ------------------ | ------------------ | ----------- | ----------- | ----------- | ------ | ------ |
| gen.-giu. 2014  | Sassuolo        | A               | 1          | 0          | CI              | 0               | 0               | -                  | -                  | -                  | -           | -           | -           | 1      | 0      |
| 2014-gen. 2015  | Sassuolo        | A               | 0          | 0          | CI              | 1               | 0               | -                  | -                  | -                  | -           | -           | -           | 1      | 0      |
| Totale Sassuolo | Totale Sassuolo | Totale Sassuolo | 1          | 0          |                 | 1               | 0               |                    | -                  | -                  |             | -           | -           | 2      | 0      |
| gen.-giu. 2015  | Forlì           | LP              | 2          | 0          | CI-LP           | 0               | 0               | -                  | -                  | -                  | -           | -           | -           | 2      | 0      |
| 2015-2016       | Südtirol        | LP              | 29         | 9          | CI+CI-LP        | 0+1             | 0               | -                  | -                  | -                  | -           | -           | -           | 30     | 9      |
| 2016-2017       | Südtirol        | LP              | 38         | 15         | CI+CI-LP        | 1+0             | 1               | -                  | -                  | -                  | -           | -           | -           | 39     | 16     |
| Totale Südtirol | Totale Südtirol | Totale Südtirol | 67         | 24         |                 | 2               | 1               |                    | -                  | -                  |             | -           | -           | 69     | 25     |
| 2017-gen. 2018  | Cesena          | B               | 8          | 0          | CI              | 2               | 0               | -                  | -                  | -                  | -           | -           | -           | 10     | 0      |
| gen.-giu. 2018  | Padova          | C               | 11         | 1          | CI+CI-C         | 0+1             | 0               | -                  | -                  | -                  | SC-C        | 0           | 0           | 12     | 1      |
| 2018-2019       | Siena           | C               | 31+1       | 15         | CI+CI-C         | 0+1             | 1               | -                  | -                  | -                  | -           | -           | -           | 33     | 16     |
| 2019-2020       | Monza           | C               | 23         | 2          | CI+CI-C         | 0+2             | 1               | -                  | -                  | -                  | -           | -           | -           | 25     | 3      |
| 2020-2021       | Cosenza         | B               | 30         | 7          | CI              | 0               | 0               | -                  | -                  | -                  | -           | -           | -           | 30     | 7      |
| 2021-2022       | Como            | B               | 36         | 9          | CI              | 0               | 0               | -                  | -                  | -                  | -           | -           | -           | 36     | 9      |
| lug.-set. 2022  | Como            | B               | 1          | 0          | CI              | 1               | 0               | -                  | -                  | -                  | -           | -           | -           | 2      | 0      |
| Totale Como     | Totale Como     | Totale Como     | 37         | 9          |                 | 1               | 0               |                    | -                  | -                  |             | -           | -           | 38     | 9      |
| set. 2022-2023  | Pisa            | B               | 31         | 10         | CI              | 0               | 0               | -                  | -                  | -                  | -           | -           | -           | 31     | 10     |
| 2023-gen. 2024  | Pisa            | B               | 5          | 0          | CI              | 0               | 0               | -                  | -                  | -                  | -           | -           | -           | 5      | 0      |
| Totale Pisa     | Totale Pisa     | Totale Pisa     | 36         | 10         |                 | 0               | 0               |                    | -                  | -                  |             | -           | -           | 36     | 10     |
| gen.-giu. 2024  | Modena          | B               | 18         | 1          | CI              | 0               | 0               | -                  | -                  | -                  | -           | -           | -           | 18     | 1      |
| 2024-2025       | Modena          | B               | 23         | 4          | CI              | 1               | 0               | -                  | -                  | -                  | -           | -           | -           | 24     | 4      |
| Totale Modena   | Totale Modena   | Totale Modena   | 41         | 5          |                 | 1               | 0               |                    | -                  | -                  |             | -           | -           | 42     | 5      |
| Totale carriera | Totale carriera | Totale carriera | 287+1      | 73         |                 | 11              | 3               |                    | -                  | -                  |             | 0           | 0           | 299    | 76     |

## Palmarès

### Club

#### Competizioni nazionali
- Serie C: 2

Padova: 2017-2018 (girone B)
Monza: 2019-2020 (girone A)